# 安娜贝勒·麦金太尔
安娜贝勒·麦金太尔（英語：Annabelle McIntyre，1996年9月12日—），澳大利亚女子赛艇运动员。她曾代表澳大利亚参加2020年夏季奥林匹克运动会赛艇比赛，获得女子四人单桨无舵手金牌。